# Donny Lalonde
Donny Lalonde (nacido el 12 de marzo de 1960) es un exboxeador profesional canadiense. Su apodo, "GOLDEN BOY" (El Chico de Oro), hace referencia a la estatua que se halla en la parte superior del edificio de la Asamblea Legislativa de Manitoba en Winnipeg, la ciudad donde empezó a boxear. Lalonde fue campeón mundial del peso semipesado del Consejo Mundial de Boxeo (CMB) desde 1987 hasta 1988.
Lalonde, que nació en Kitchener (Ontario, Canadá), se inició en el boxeo "para tratar de restablecer la autoestima, el respeto y el orgullo", según sus propias palabras. "El boxeo es una forma de conseguirlo", concluyó.

## Boxeo aficionado
En el boxeo aficionado su registro fue de 11 victorias y 4 derrotas. En el año 1980 pasó al boxeo profesional.

## Primeros pasos en el boxeo profesional
Sus primeras cuatro peleas acabaron en sendas victorias. Su primera derrota se produjo a los puntos en su quinto combate, ante Wilbert Johnson, disputado a seis asaltos en marzo de 1981. Siete meses más tarde se disputó la revancha y esta vez Lalonde se desquitó de su derrota ganando por nocaut en el segundo asalto.
En 1983 Lalonde ganó el campeonato canadiense de peso semipesado al vencer a Roddie McDonald en diez asaltos. Consiguió derrotar a McDonald a pesar de que tenía un nudillo de su mano derecha medio aplastado y se estaba recuperando de una intervención quirúrgica en el hombro izquierdo a causa de una dislocación producida en 1977 jugando al hockey.
A lo largo de los años, el hombro se le salió de sitio unas treinta veces, lo que limitó su capacidad para levantar el brazo izquierdo y afectó a su estilo de boxeo.
En 1985, con un balance de 19 victorias y 1 derrota, Lalonde peléo contra Willie Edwards por el campeonato de peso semipesado de la NABF. En ese combate, Edwards venció por nocaut técnico a Lalonde en nueve asaltos.

## Ascenso a la cima del boxeo profesional
A finales de 1985, Lalonde contrató a Dave Wolf como gerente y a Teddy Atlas como entrenador. Lalonde obtuvo un balance de 8 victorias y 0 derrotas con Atlas como entrenador, pero ambos acabaron enfrentados a causa de su diferente temperamento. Finalmente Lalonde y Atlas se separaron, y el púgil canadiense tomó la decisión de contratar a Tommy Gallagher y Bobby Cassidy como nuevos entrenadores.
El 7 de mayo de 1987, en su primera pelea con Gallagher y Cassidy de entrenadores, noqueó al boxeador sirio Mustafá Hamsho. Su siguiente pelea, ya por un título mundial, se disputó el 27 de noviembre de 1987 en Puerto España, Trinidad y Tobago, y en ella Lalonde noqueó a Eddie Davis en el segundo asalto y consiguió hacerse con el campeonato mundial del peso semipesado del Consejo Mundial de Boxeo (CMB), entonces vacante.
Su primera defensa del título fue también en Puerto España el 29 de mayo de 1988 ante Leslie Stewart, antiguo campeón mundial del peso semipesado de la Asociación Mundial de Boxeo (AMB), a quien noqueó en el quinto asalto.
El 7 de noviembre de 1988, Lalonde se enfrentó a Sugar Ray Leonard en Las Vegas, Nevada, por el campeonato mundial de peso semipesado del Consejo Mundial de Boxeo (CMB), en poder del púgil canadiense, y por el recién creado campeonato de peso supermediano recién del Consejo Mundial de Boxeo (CMB), lo que significaba que Lalonde tenía que dar 168 libras en la báscula. Algunos opinaban que bajar del límite del peso semipesado, que era de 175 libras, debilitaría a Lalonde, pero después de la pelea le dijo a Larry Merchant de la cadena de televisión HBO que no tuvo problemas para dar el peso y que se sintió muy bien la noche de la pelea. Su enfrentamiento con Ray Leonard fue, con mucho, la pelea más importante de su carrera. La bolsa de Lalonde en ese combate ascendió a seis millones de dólares. El tamaño y la correosidad de Lalonde causaron bastantes problemas a Leonard, tanto que en el cuarto asalto una derecha que pasó por la parte superior de su cabeza lo derribó por segunda vez en su carrera. Al inicio del noveno asalto Lalonde conectó otra derecha al mentón de Leonard, pero este contratacó también con otro derechazo. Seguidamente el púgil estadounidense acorraló a Lalonde en las cuerdas y allí desató un furioso ataque. Lalonde intentó agarrarse a Leonard, pero finalmente fue enviado a la lona con un poderoso gancho de izquierda. Lalonde se levantó, pero al poco rato volvió a ser derribado y la pelea se detuvo. Leonard ganó así su cuarto y quinto títulos mundiales.

## Retirada provisional, regreso y retirada definitiva
Después de que Leonard dejara vacante el título mundial del peso semipesado del Consejo Mundial de Boxeo (CMB), Lalonde pasó a ser aspirante al mismo en una pelea que iba a celebrarse contra Dennis Andries el 24 de junio de 1989 Atlantic City, Nueva Jersey; sin embargo, poco antes del combate, Lalonde sorprendió a muchos anunciando su retirada. "Simplemente ya no tengo el deseo de boxear", dijo Lalonde.
Lalonde regresó al boxeo en 1991. Tras cuatro victorias consecutivas, se enfrentó Bobby Czyz por el campeonato mundial del peso crucero de la Asociación Mundial de Boxeo (AMB) el 9 de mayo de 1992 en Las Vegas. Czyz derribó a Lalonde en el primer asalto con un gancho de izquierda. Lalonde se levantó y sobrevivió a dicho asalto, pero durante el resto de la pelea, Czyz continuó avanzando y conectando efectivos golpes y ganchos de izquierda. Czyz retuvo su título a los puntos en doce asaltos.
Después de perder ante Czyz, Lalonde estuvo inactivo durante cuatro años. Finalmente regresó al cuadrilátero y ganó tres peleas consecutivas. Más tarde, en 1998, se enfrentó a Kevin Pompey, en una pelea que acabó en combate nulo.
Lalonde se mantuvo nuevamente fuera del cuadrilátero hasta 2002, año en que reapareció encadenando tres victorias consecutivas. Seguidamente, Lalonde peleó en Winnipeg el 7 de julio de 2003 contra Virgil Hill, que había sido campeón en dos categorías. En el primer asalto, Lalonde cayó contra las cuerdas después de ser golpeado con un gancho de izquierda. El árbitro lo dio como golpe, pero Lalonde dijo que la caída se debió más a un mal movimiento de pies. Lalonde pasó la mayor parte de la pelea dando marcha atrás y buscando conectar su derecha. Hill controló el combate conectando frecuentes golpes y ganchos mientras evitaba la poderosa derecha del canadiense. Finalmente Hill se impuso por unanimidad en diez asaltos. Fue la última pelea de Lalonde, quien terminó su carrera boxística con un balance de 41-5-1 con 33 nocauts.
|                   | total | por nocaut | a los puntos |
| ----------------- | ----- | ---------- | ------------ |
| Combates          | 47    |            |              |
| Combates ganados  | 41    | 33         | 8            |
| Combates perdidos | 5     | 2          | 3            |
| Combates nulos    | 1     |            |              |

| N.º | Resultado | Balance | Rival               |     | Asalto | Fecha      | Localidad        |
| --- | --------- | ------- | ------------------- | --- | ------ | ---------- | ---------------- |
| 47  | Derrota   | 41-5-1  | Virgil Hill         | PTS | 10     | 5/7/2003   | Winnipeg         |
| 46  | Victoria  | 41-4-1  | Willard Lewis       | PTS | 10     | 14/3/2003  | Winnipeg         |
| 45  | Victoria  | 40-4-1  | Stacey Goodson      | KO  | 1      | 6/12/2002  | Winnipeg         |
| 44  | Victoria  | 39-4-1  | Tony Menefee        | PTS | 8      | 2/10/2002  | Winnipeg         |
| 43  | Nulo      | 38-4-1  | Kevin Pompey        | PTS | 6      | 28/5/1998  | White Plains     |
| 42  | Victoria  | 38-4    | Joe Stevenson       | KOT | 7      | 9/4/1997   | Las Vegas        |
| 41  | Victoria  | 37-4    | George Sponagle     | KO  | 3      | 12/12/1996 | Vancouver        |
| 40  | Victoria  | 36-4    | Ed Dalton           | PTS | 8      | 2/11/1996  | Victoria         |
| 39  | Derrota   | 35-4    | Bobby Czyz          | PTS | 12     | 8/5/1992   | Las Vegas        |
| 38  | Victoria  | 35-3    | Dave Fiddler        | KOT | 3      | 17/12/1991 | Winnipeg         |
| 37  | Victoria  | 34-3    | David Bates         | KO  | 4      | 3/12/1991  | Memphis          |
| 36  | Victoria  | 33-3    | Bert Gravley        | KOT | 7      | 20/9/1991  | Tampa            |
| 35  | Victoria  | 32-3    | Darryl Fromm        | KOT | 3      | 5/9/1991   | Kitchener        |
| 34  | Derrota   | 31-3    | Sugar Ray Leonard   | KOT | 9      | 7/11/1998  | Las Vegas        |
| 33  | Victoria  | 31-2    | Leslie Stewart      | KOT | 5      | 29/5/1988  | Puerto España    |
| 32  | Victoria  | 30-2    | Eddie Davis         | KOT | 2      | 27/11/1987 | Puerto España    |
| 31  | Victoria  | 29-2    | Mustafá Hamsho      | PTS | 12     | 7/5/1987   | Nueva York       |
| 30  | Victoria  | 28-2    | Benito Fernández    | KOT | 9      | 6/11/1986  | Winnipeg         |
| 29  | Victoria  | 27-2    | Charles Henderson   | KOT | 8      | 30/9/1986  | Sterling Heights |
| 28  | Victoria  | 26-2    | Terrence Walker     | KOT | 6      | 28/8/1986  | Nueva York       |
| 27  | Victoria  | 25-2    | Frank Walters       | KO  | 1      | 12/8/1986  | Ashland          |
| 26  | Victoria  | 24-2    | Lenny Edwards       | KOT | 3      | 30/4/1986  | Mentor           |
| 25  | Victoria  | 23-2    | Joe Brewer          | KOT | 3      | 6/4/1986   | West Orange      |
| 24  | Victoria  | 22-2    | Roberto Rodríguez   | KOT | 2      | 8/2/1986   | Enid             |
| 23  | Victoria  | 21-2    | Ronnie Crawford     | KOT | 2      | 21/1/1986  | Oklahoma City    |
| 22  | Victoria  | 20-2    | Jamie Howe          | PTS | 10     | 28/8/1985  | Wheeling         |
| 21  | Derrota   | 19-2    | Willie Edwards      | KOT | 9      | 16/5/1985  | Winnipeg         |
| 20  | Victoria  | 19-1    | John Jones          | KOT | 3      | 26/4/1985  | Hammond          |
| 19  | Victoria  | 18-1    | Don Hurtle          | KOT | 6      | 8/9/1984   | Winnipeg         |
| 18  | Victoria  | 17-1    | Carlos Tite         | KOT | 2      | 28/6/1984  | Merrillvile      |
| 17  | Victoria  | 16-1    | Jimmy Gradson       | KO  | 1      | 11/2/1984  | Winnipeg         |
| 16  | Victoria  | 15-1    | Nathaniel Akbar     | KO  | 3      | 25/11/1983 | Vancouver        |
| 15  | Victoria  | 14-1    | Roddy MacDonald     | KOT | 10     | 4/7/1983   | Waterloo         |
| 14  | Victoria  | 13-1    | Don Hurtle          | PTS | 8      | 15/11/1982 | Toronto          |
| 13  | Victoria  | 12-1    | Frank Lux           | KO  | 2      | 7/10/1982  | Winnipeg         |
| 12  | Victoria  | 11-1    | Jimmy Baker         | KOT | 8      | 30/9/1982  | Kitchener        |
| 11  | Victoria  | 10-1    | Akbar Abdullah      | KOT | 2      | 23/8/1982  | Ramsey           |
| 10  | Victoria  | 9-1     | Ken Johnson         | KO  | 2      | 29/6/1982  | Winnipeg         |
| 9   | Victoria  | 8-1     | Randy Jackson       | KO  | 2      | 12/2/1982  | Winnipeg         |
| 8   | Victoria  | 7-1     | Akbar Abdullah      | PTS | 6      | 10/12/1981 | Winnipeg         |
| 7   | Victoria  | 6-1     | Jean Claude LeClair | KOT | 2      | 3/11/1981  | Montreal         |
| 6   | Victoria  | 5-1     | Wilbert Johnson     | KOT | 2      | 10/10/1981 | Winnipeg         |
| 5   | Derrota   | 4-1     | Wilbert Johnson     | PTS | 6      | 6/3/1981   | Winnipeg         |
| 4   | Victoria  | 4-0     | Jimmy Green         | KOT | 3      | 20/1/1981  | Winnipeg         |
| 3   | Victoria  | 3-0     | Muhammed Smith      | KO  | 1      | 12/11/1980 | Winnipeg         |
| 2   | Victoria  | 2-0     | Edmond Esquirol     | PTS | 4      | 16/9/1980  | Winnipeg         |
| 1   | Victoria  | 1-0     | Ken Nichols         | KOT | 2      | 24/4/1980  | Winnipeg         |

| Notas |
| --- |
| Pierde el título mundial del peso semipesado del Consejo Mundial de Boxeo (CMB) ante Sugar Ray Leonard (7 de noviembre de 1988). |
| Retiene el título mundial del peso semipesado del Consejo Mundial de Boxeo (CMB) ante Leslie Stewart (29 de mayo de 1988).       |
| Gana el título mundial del peso semipesado del Consejo Mundial de Boxeo (CMB) ante Eddie Davis (27 de noviembre de 1987).        |
| Retiene el título de campeón de Canadá del peso semipesado ante Don Hurtle (8 de septiembre de 1984).                            |
| Retiene el título de campeón de Canadá del peso semipesado ante Jimmy Gradson (11 de abril de 1984).                             |
| Gana el título de campeón de Canadá del peso semipesado ante Roddy McDonald (4 de abril de 1983).                                |